# Светски дан хлеба
Светски дан хлеба се обележава 16. октобра сваке године. Празник је успоставило Удружење пекара и посластичара 2005. године у Немачкој, а Организација за храну и пољопривреду Уједињених нација су такође усвојиле овај празник. Светски дан хлеба се одржава у част хлебу, као основном делу исхране широм света још од старог Египта, а некима је то и једина храна (сиротињи и бескућницима).
Од успостављања празника, 16. октобра сваке године се пекари и ентузијасти са читавог света окупљају да би делили своја знања и размењују рецепте за прављење хлеба. Такође се одржава такмичење у прављењу хлеба. Током Светског дана хлеба се спроводе едукације о потрошњи хлеба и његовом бацању старог, неупотребљеног хлеба, као и едукација деце о процесу производње хлеба од њиве до трпезе и о врстама хлеба.